# Jesús Suevos
Jesús Suevos Fernández-Jove (Ferrol, 12 de diciembre de 1907-Madrid, 19 de mayo de 2001) fue un periodista y político falangista español, director general de Radiodifusión y Televisión y de Cinematografía y Teatro durante la dictadura franquista. Durante casi tres lustros fue primer teniente de alcalde de Madrid y procurador en Cortes en todas las legislaturas del franquismo. En 1955 ejerció de presidente del Atlético de Madrid.

## Biografía
Nació en Ferrol (provincia de La Coruña) el 12 de diciembre de 1907. Licenciado en derecho y en filosofía y letras. En marzo de 1935 se convirtió en uno de los fundadores de la Falange en Galicia en un acto celebrado en Villagarcía de Arosa, y fue nombrado jefe territorial de dicha formación política directamente por José Antonio Primo de Rivera, de quien era amigo personal. Fue miembro del I Consejo Nacional de Falange. 
Su voto en el I Consejo Nacional de Falange Española de las JONS, en octubre de 1934, fue decisivo en la resolución del liderazgo orgánico del partido. Votó en último lugar y rompió el empate en la cuestión que se dirimía: la dirección colegiada del partido o la jefatura unipersonal. Al inclinarse por esta última, el mando único fue asumido de forma inmediata por José Antonio Primo de Rivera.
En julio de 1936, una vez comenzada la Guerra civil, se suma al golpe de Estado contra la República. Es nombrado jefe de Falange en Pontevedra y director del diario El Pueblo Gallego, que las autoridades del bando sublevado habían incautado. Actuó como jefe de Centuria de las Milicias de Falange en los combates de la Sierra de Guadarrama. Fue representante de Falange en Portugal y durante la Segunda Guerra Mundial fue corresponsal de la Prensa del Movimiento en el París ocupado por los nazis. También ocupó importantes puestos en el Servicio de Información e Investigación y en el Servicio Exterior de Falange.
Director del semanario Fotos, también llegaría a colaborar habitualmente con el diario falangista Arriba.
En 1951 fue nombrado director de Radiodifusión. Posteriormente también ejercería como director general de Cinematografía y Teatro entre 1961 y 1962,  reemplazando a José Muñoz Fontán. Premio Nacional de Periodismo Francisco Franco (1957). Fue el primer director de Televisión Española. Asimismo, también fue jefe del Sindicato Nacional del Espectáculo —en sustitución de David Jato— y procurador en Cortes (1943-1977). Durante cerca de catorce años fue primer teniente de alcalde de Madrid, ocupando provisionalmente la alcaldía entre los mandatos de Carlos Arias Navarro y Miguel Ángel García-Lomas.
En mayo de 1955, tras cesar como presidente del Atlético de Madrid Luis Benítez de Lugo, marqués de la Florida, fue nombrado presidente, cargo que ostentó hasta diciembre de ese mismo año, cuando fue reemplazado por Javier Barroso. En junio de 1975 se integró en el Frente Nacional Español, junto a otros falangistas «históricos» como Manuel Valdés Larrañaga, José Antonio Elola, Agustín Aznar o Raimundo Fernández-Cuesta.
Falleció en Madrid el 19 de mayo de 2001.

## Distinciones
- Gran Cruz de la Orden de Cisneros (1946)[20]